# The Lost Experience
The Lost Experience — игра в альтернативной реальности, созданная в качестве расширения сюжетной линии сериала «Остаться в живых». Прежде всего, игра является Интернет-проектом и напрямую не связана с сериалом, тем не менее, действия игры разворачиваются в той же реальности и раскрывают многие тайны сериала.

## Хронология
Третьего мая во время рекламного перерыва одного из эпизодов сериала «Остаться в живых» на телеканале Эй-Би-Си был продемонстрирован рекламный ролик Фонда Хансо, содержавший телефонный номер этой организации. Позвонив по нему, можно было услышать голосовое меню, в котором предлагалось узнать общую информацию о Фонде Хансо и сведения о четырёх влиятельных сотрудниках Фонда — Алваре Хансо, Томасе Миттелверке, Хьюге Макайнтайре и Питере Томпсоне. Сообщение о Хьюге Макайнтайре содержало адрес официального сайта Фонда Хансо.
Так и началась игра. С первого взгляда сайт напоминал самый обычный сайт благотворительного фонда, занимающегося изучением медицины, физики и генной инженерии, все исследования направлены непосредственно для совершенствования человеческой расы. Однако через несколько дней при тщательном изучении сайта можно было обнаружить различные зашифрованные послания от неизвестного хакера, называющего себя «Персефона». Послания вызывали сомнения по поводу благой деятельности Фонда по отношению к человечеству и к планете в целом. Так, например, было заявлено, что работники Фонда участвовали в неправомерных экспериментах над животными, а на берегах Азии установили огромную антенну, действие которой в худшую сторону изменило морскую жизнь Индийского океана.
Месяц спустя в секретном разделе сайта появилось послание, в котором утверждалось, что Алвара Хансо никто не видел уже как несколько лет. Всё это время Фондом правит его заместитель Томас Миттелверк, который и является инициатором противозаконной деятельности Фонда. Хакер заявил, что собирается удалить этот сайт в ближайшие дни.
На протяжении игры на сайте Amazon появлялись видеоролики из передачи «Книжный разговор», в которых ведущий Лэрд Гранджер брал интервью у Гари Траупа. Они обсуждали его «документальную» книгу «Уравнение Валенцетти», которая была изъята из печати Фондом Хансо. Видеоролики датировались 16 сентября 2004 года (за шесть дней до исчезновения самолёта 815 рейса, в котором окажется Гари Трауп).
Хакер удалил всю информацию с сайта Фонда, оставив в исходном коде ссылку на блог некой Рэйчел Блейк, в котором она писала о своих путешествиях по Европе. Тем не менее, при вводе пароля открывался доступ к ещё одному её блогу, называвшегося «Остановить Хансо». Теперь он становится главным сайтом игры. В блоге Рэйчел Блейк выкладывала видеоролики, в которых рассказывала всё, что знала о Фонде Хансо. Она также заявила, что собирается найти исчезнувшего Алвара Хансо, и уверена, что к его исчезновению причастен Томас Миттелверк.
Через некоторое время она рассказала о том, что одна из посетительниц её блога хочет ей помочь с разоблачением Фонда Хансо, и назначила встречу в Париже. Когда Рэйчел прибыла на место встречи, она узнала, что эта женщина — Дарла Тафт — погибла в аварии. Оказывается, что Дарла работала в «Консорциуме глобального благосостояния», организации, занимающиеся проверками различных компаний. Когда она узнала о тёмной деятельности Фонда Хансо, она попросила своего любовника Хьюга Макайнтайра принести ей секретные документы из Фонда (так как он в нём работал), чтобы предоставить эти документы Рэйчел Блейк. Но как только об этом узнал Томас Миттелверк, он подстроил аварию, в которой Дарла и Хьюг погибли.
Рэйчел попадает в квартиру Дарлы и Хьюга, где обнаруживает инструкцию, согласно которой она должна следовать за Миттелверком на Шри-Ланку.
Во время конференции ComicCon, на которой создатели сериала «Остаться в живых» отвечали на вопросы зрителей, неожиданной из зрительного зала встала Рэйчел Блейк и обвинила создателей сериала в сговоре с Фондом Хансо. Она также добавила, что если кто-то хочет знать всю правду о Фонде, должен посетить сайт «Беззащитный Хансо».
На этом сайте имеется видео, которое Рэйчел тайно сняла на Шри-Ланке. Однако она побоялась выкладывать видео для общего доступа, и чтобы его посмотреть, необходимо для каждого кусочка найти ключи, разбросанные по многим сайтам.
Полная версия видео показывает тайную встречу учёных, на которой Томас Миттелверк демонстрировал обучающий фильм для проекта «Dharma Initiative». В фильме рассказывается происхождение и цель проекта, которая заключается в изменении ключевых значений уравнения Валенцетти. Также говорится, что проект потерпел неудачу, но, несмотря на это, Фонд всё же стремится завершить свою задачу. После окончания видео Томас Миттелверк предлагает учёным провести действия «паучьего протокола», в которых необходимо убивать жителей деревень с помощью вируса. Несмотря на то, что это звучит жестоко, Томас уверен, что таким образом учёным удастся изменить ключевые значения уравнения.
Чтобы убедить Миттелверка в том, что против него выступает не только Рэйчел Блейк, но и тысячи людей со всего мира, Рэйчел запустила сайт «Где Хансо?». Игроки должны были найти в магазинах и сфотографироваться с шоколадными батончиками «Аполло Канди», выписать уникальный код с этикетки и отправить на этот сайт.
В последнем видео показано, что Рэйчел Блейк всё же удаётся найти Алвара Хансо. Всё это время он находился под запретом Томаса Миттелверка, который к настоящему времени сбежал.
На следующий день на сайте Фонда Хансо появилось сообщение, в котором Алвар приносит извинения за тёмные дела Фонда и говорит о том, его Фонд снова будет заниматься благими делами.